# Az Alkonyat-filmsorozatban szereplő színészek listája

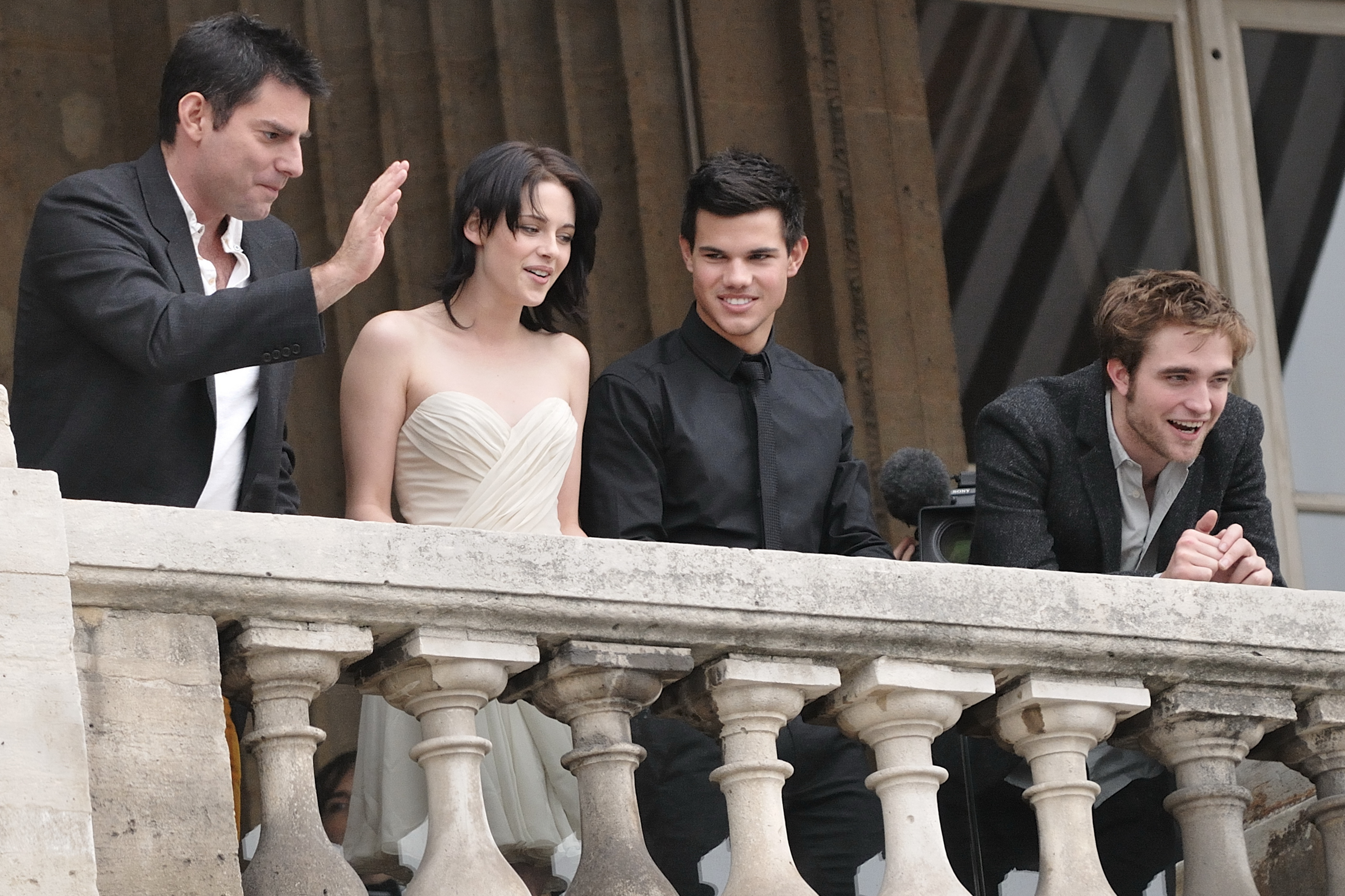
Chris Weitz rendező, Kristen Stewart, Taylor Lautner és Robert Pattinson 2009-ben Párizsban

Ez a lista az Alkonyat-filmsorozatban szereplő színészeket tartalmazza. A sorozat alapjául Stephenie Meyer azonos című könyvei szolgáltak. A főszerepben Kristen Stewart (Bella Swan), Robert Pattinson (Edward Cullen) és Taylor Lautner (Jacob Black) látható. Az Alkonyat című film a bestsellerlista-vezető azonos című regény alapján készült és Catherine Hardwicke rendezte. A második film, az Alkonyat – Újhold az Újhold alapján készült 2009-ben, Chris Weitz rendezte. A harmadik, Alkonyat – Napfogyatkozás című, David Slade által rendezett filmet 2010. június 30-án mutatják be. A negyedik filmet várhatóan 2010 őszén kezdik forgatni.

## Szereplők
| Szereplő         | Film                | Film                  | Film                      | Film |
| Szereplő         | Alkonyat            | Alkonyat – Újhold     | Alkonyat – Napfogyatkozás |      |
| Főszereplők      | Főszereplők         | Főszereplők           | Főszereplők               |      |
| ---------------- | ------------------- | --------------------- | ------------------------- | ---- |
| Bella Swan       | Kristen Stewart     | Kristen Stewart       | Kristen Stewart           |      |
| Edward Cullen    | Robert Pattinson    | Robert Pattinson      | Robert Pattinson          |      |
| Jacob Black      | Taylor Lautner      | Taylor Lautner        | Taylor Lautner            |      |
| Carlisle Cullen  | Peter Facinelli     | Peter Facinelli       | Peter Facinelli           |      |
| Esme Cullen      | Elizabeth Reaser    | Elizabeth Reaser      | Elizabeth Reaser          |      |
| Alice Cullen     | Ashley Greene       | Ashley Greene         | Ashley Greene             |      |
| Emmett Cullen    | Kellan Lutz         | Kellan Lutz           | Kellan Lutz               |      |
| Rosalie Hale     | Nikki Reed          | Nikki Reed            | Nikki Reed                |      |
| Jasper Hale      | Jackson Rathbone    | Jackson Rathbone      | Jackson Rathbone          |      |
| Vámpírok         |                     |                       |                           |      |
| James            | Cam Gigandet        |                       |                           |      |
| Victoria         | Rachelle Lefevre    | Rachelle Lefevre      | Bryce Dallas Howard       |      |
| Laurent          | Edi Gathegi         | Edi Gathegi           |                           |      |
| Riley            |                     |                       | Xavier Samuel             |      |
| Bree Tanner      |                     |                       | Jodelle Ferland           |      |
| Maria            |                     |                       | Catalina Sandino Moreno   |      |
| Lucy             |                     |                       | Kirsten Prout             |      |
| Nettie           |                     |                       | Leah Gibson               |      |
| A Volturi        |                     |                       |                           |      |
| Aro              |                     | Michael Sheen         |                           |      |
| Caius            |                     | Jamie Campbell Bower  |                           |      |
| Marcus           |                     | Christopher Heyerdahl |                           |      |
| Jane             |                     | Dakota Fanning        | Dakota Fanning            |      |
| Alec             |                     | Cameron Bright        | Cameron Bright            |      |
| Demetri          |                     | Charlie Bewley        | Charlie Bewley            |      |
| Felix            |                     | Daniel Cudmore        | Daniel Cudmore            |      |
| Heidi            |                     | Noot Seear            |                           |      |
| Gianna           |                     | Justine Wachsberger   |                           |      |
| Farkasok         |                     |                       |                           |      |
| Sam Uley         | Solomon Trimble     | Chaske Spencer        | Chaske Spencer            |      |
| Quil Ateara      |                     | Tyson Houseman        | Tyson Houseman            |      |
| Embry Call       | Krys Hyatt          | Kiowa Gordon          | Kiowa Gordon              |      |
| Paul             |                     | Alex Meraz            | Alex Meraz                |      |
| Jared            |                     | Bronson Pelletier     | Bronson Pelletier         |      |
| Leah Clearwater  |                     |                       | Julia Jones               |      |
| Seth Clearwater  |                     |                       | Boo Boo Stewart           |      |
| Emberek          |                     |                       |                           |      |
| Charlie Swan     | Billy Burke         | Billy Burke           | Billy Burke               |      |
| Renée Dwyer      | Sarah Clarke        |                       | Sarah Clarke              |      |
| Harry Clearwater |                     | Graham Greene         |                           |      |
| Billy Black      | Gil Birmingham      | Gil Birmingham        | Gil Birmingham            |      |
| Tyler Crowley    | Gregory Tyree Boyce |                       |                           |      |
| Jessica Stanley  | Anna Kendrick       | Anna Kendrick         | Anna Kendrick             |      |
| Mike Newton      | Michael Welch       | Michael Welch         | Michael Welch             |      |
| Angela Weber     | Christian Serratos  | Christian Serratos    | Christian Serratos        |      |
| Eric Yorkie      | Justin Chon         | Justin Chon           | Justin Chon               |      |
| Emily Young      |                     | Tinsel Korey          | Tinsel Korey              |      |
| Phil Dwyer       | Matt Bushell        |                       |                           |      |
| Mr. Molina       | José Zúñiga         |                       |                           |      |
| Royce King II    |                     |                       | Jack Huston               |      |
| Waylon Forge     | Ned Bellamy         |                       |                           |      |
| Cora             | Ayanna Berkshire    |                       |                           |      |
| Pincérnő         | Katie Powers        |                       |                           |      |